# 沃罗 (谢尔省)
沃罗（法語：Vereaux，法語發音：[vəʁo]）是法国谢尔省的一个市镇，属于圣阿芒蒙龙区。

## 地理
沃罗（46°52'47"N, 2°52'45"E）面积22.96 平方千米，位于法国中央-卢瓦尔河谷大区谢尔省，该省份为法国中部省份，北起卢瓦雷省，西接卢瓦-谢尔省和安德尔省，南至克勒兹省，东南接阿列省，东临涅夫勒省。
与沃罗接壤的市镇（或旧市镇、城区）包括：沙尔利、热尔米尼莱克桑、格罗苏夫尔、乌鲁埃莱布尔代兰、萨戈讷、桑宽。

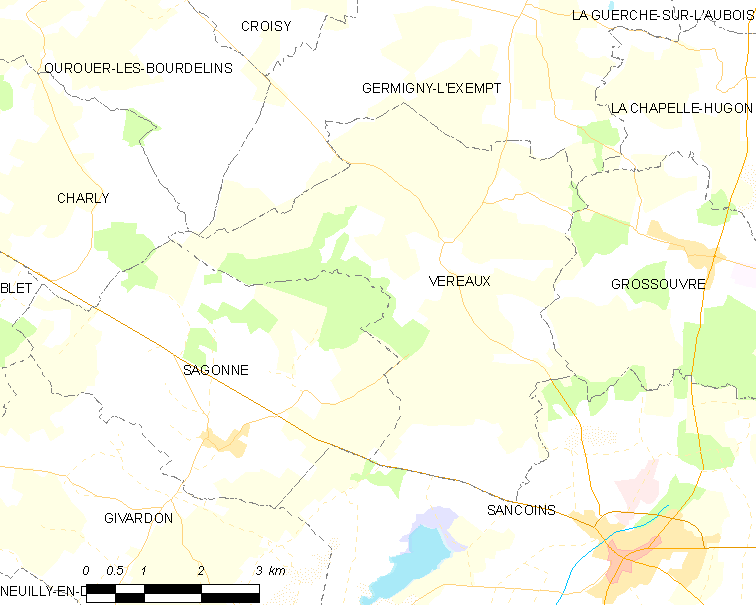
的OSM定位图

沃罗的时区为UTC+01:00、UTC+02:00（夏令时）。

## 行政
沃罗的邮政编码为18600，INSEE市镇编码为18275。

## 政治
沃罗所属的省级选区为欧龙河畔丹县。

## 人口

1962-2008年间人口变化图示

沃罗于2022年1月1日时的人口数量为137人。